# Pielęgnica managuańska
Pielęgnica managuańska, apasz managuański (Parachromis managuensis) – gatunek słodkowodnej, drapieżnej ryby z rodziny pielęgnicowatych (Cichlidae).

## Rozmieszczenie i środowisko
Ameryka Centralna – zlewisko Atlantyku od rzeki Ulúa (Honduras) po rzekę Matina (Kostaryka). Żyje w silnie zeutrofizowanych, mętnych i ciepłych jeziorach, rozlewiskach i sadzawkach o mulistym dnie. Przebywa nad dnem na głębokości 3–10 m. Jest rybą terytorialną.

## Cechy morfologiczne
Osiąga 50–55 cm (63 cm) długości i 1,6 kg masy ciała. Ciało bocznie spłaszczone, masywne. Pysk bardzo duży, żuchwa wystająca, zęby widoczne. W płetwie grzbietowej 17–18 twardych i 10–11 miękkich promieni, w płetwie odbytowej 6–8 kolców i 11–12 miękkich promieni.
Ubarwienie zmienne od srebrnego przez złoto-zielone do purpurowego, grzbiet zielonkawy, boki purpurowo opalizujące, brzuch białawy do żółtawego. Od oka do krawędzi pokryw skrzelowych biegną dwie ciemne pręgi, jedna równoległa do osi ciała, druga skośnie w dół. Wzdłuż boków biegnie rząd dużych, zlewających się czarnych plam. U nasady płetwy ogonowej również ciemne plamy. Płetwy odbytowa, ogonowa i grzbietowa z licznymi czarnymi kropkami. W niewoli u samic pokrywy skrzelowe mają silniejszy purpurowy odblask.
Dymorfizm płciowy słabo zaznaczony, samce są nieco większe od samic.

## Odżywianie
Żywi się rybami i dużymi bezkręgowcami.

## Rozród
Trze się dwa razy w roku. Samica składa do 5000 (max. 10 496) jaj na skałach lub innym twardym podłożu. Ikra ma kształt jajowaty. Jaj i wylęgu strzegą oboje rodzice.

## Znaczenie
Mięso jadalne, smaczne, łowiona w celach konsumpcyjnych i na wędkę. Hodowana w akwariach. Jedna z najbardziej agresywnych pielęgnic (nazywana jaguar cichlid – pielęgnica jaguar).
| Zalecane warunki w akwarium | Zalecane warunki w akwarium             |
| --------------------------- | --------------------------------------- |
| Zbiornik                    | bardzo duży, minimum 200 cm i 700 l     |
| Temperatura wody            | 25–36 °C                                |
| Twardość wody               | średnio twarda 10–15°n                  |
| Skala pH                    | 7–8,7                                   |
| Pokarm                      | żywy, mrożony, suchy (odpowiednio duży) |